# Медоувуд (Пенсільванія)
Медоувуд (англ. Meadowood) — переписна місцевість (CDP) в США, в окрузі Батлер штату Пенсільванія. Населення — 2729 осіб (2020).

## Географія
Медоувуд розташований за координатами 40°50′27″ пн. ш. 79°53′45″ зх. д. / 40.84083° пн. ш. 79.89583° зх. д. (40.840737, -79.895967).  За даними Бюро перепису населення США в 2010 році переписна місцевість мала площу 4,09 км², з яких 4,06 км² — суходіл та 0,03 км² — водойми.

## Демографія
Згідно з переписом 2010 року, у переписній місцевості мешкали 2693 особи в 1040 домогосподарствах у складі 736 родин. Густота населення становила 658 осіб/км².  Було 1088 помешкань (266/км²).
Расовий склад населення:
| - 97,7 % — білих - 0,8 % — чорних або афроамериканців - 0,5 % — азіатів - 0,1 % — корінних американців |

До двох чи більше рас належало 0,8 %. Частка іспаномовних становила 0,3 % від усіх жителів.
За віковим діапазоном населення розподілялося таким чином: 18,5 % — особи молодші 18 років, 57,6 % — особи у віці 18—64 років, 23,9 % — особи у віці 65 років та старші. Медіана віку мешканця становила 49,1 року. На 100 осіб жіночої статі у переписній місцевості припадало 92,1 чоловіків;  на 100 жінок у віці від 18 років та старших — 89,1 чоловіків також старших 18 років.
Середній дохід на одне домашнє господарство  становив 70 025 доларів США (медіана — 58 264), а середній дохід на одну сім'ю — 87 045 доларів (медіана — 66 818). Медіана доходів становила 60 804 долари для чоловіків та 38 056 доларів для жінок. За межею бідності перебувало 8,8 % осіб, у тому числі 16,4 % дітей у віці до 18 років та 1,7 % осіб у віці 65 років та старших.
Цивільне працевлаштоване населення становило 1176 осіб. Основні галузі зайнятості: освіта, охорона здоров'я та соціальна допомога — 35,5 %, виробництво — 19,0 %, науковці, спеціалісти, менеджери — 11,0 %, роздрібна торгівля — 8,3 %.